# 郑州市管城回族区实验小学
郑州市管城回族区实验小学是中国河南省郑州市的一所小学，位于河南省郑州市管城回族区城东路242号。

## 沿革
占地7650平方米，建筑面积6436平方米。2009年4月，河南省教育学会小学德育专业委员会授予实验小学为“河南省小学德育实验学校”。